# Federația Tunisiană de Fotbal
Federația Tunisiană de Fotbal (arabă الجامعة التونسية لكرة القدم) este forul ce guvernează fotbalul în Tunisia. A fost fondată în 1956. 